# Niki Fürstauer
Niki Fürstauer (ur. 18 lipca 1980) – libański narciarz alpejski, uczestnik Zimowych Igrzysk Olimpijskich 2002.
Fürstauer na Zimowych Igrzyskach Olimpijskich 2002 w Salt Lake City wziął udział w slalomie, jednak nie ukończył drugiego przejazdu.
Fürstauer raz wystartował na mistrzostwach świata. Miało to miejsce w 2003 roku w szwajcarskim St. Moritz.
Fürstauer wystąpił w kilku konkursach Pucharu Świata, lecz nigdy nie zdobył punktów.

## Osiągnięcia

### Zimowe igrzyska olimpijskie
| Igrzyska            | Konkurencja | Czas | Wynik | Zwycięzca         |
| ------------------- | ----------- | ---- | ----- | ----------------- |
| Salt Lake City 2002 | Slalom      | –    | DNF2  | Jean-Pierre Vidal |

### Mistrzostwa świata
| Mistrzostwa     | Konkurencja | Czas | Wynik | Zwycięzca      |
| --------------- | ----------- | ---- | ----- | -------------- |
| St. Moritz 2003 | Gigant      | –    | DNS2  | Bode Miller    |
| St. Moritz 2003 | Slalom      | –    | DNF1  | Ivica Kostelić |